# Badminton-Europapokal 2006
Die 29. Auflage des Badminton-Europapokals fand 2006 im spanischen La Rinconada statt. Das gastgebende Team CB Rinconada schaffte den Sprung bis ins Finale und besiegte sportlich den französischen Meister Issy-les-Moulineaux Badminton Club klar mit 4:1. Doch nachdem sich herausstellte, dass die Spanier einen nicht spielberechtigten Spieler aufstellten, wurde ihnen der Titel aberkannt und den Franzosen zugesprochen. Auf Platz 2 wurden der portugiesische Verein UD Santana und der ukrainische Verein SC Meteor Dnjepropetrowsk gesetzt. Der deutsche Meister verzichtete auf die Teilnahme am Wettbewerb.

## Die Ergebnisse
| Gruppe A                 |     |                                    |
| Greve Strands BK         | 6–1 | Strathclyde University             |
| TB Reykjavík             | 1–6 | Issy-les-Moulineaux Badminton Club |
| Strathclyde University   | 1–6 | IBMC Issy-les-Moulineaux           |
| Greve Strands BK         | 6–1 | ToB Reykjavík                      |
| Strathclyde University   | 0–7 | ToB Reykjavík                      |
| Greve Strands BK         | 2–5 | IBMC Issy-les-Moulineaux           |
| Gruppe B                 |     |                                    |
| AZS Kraków               | 5–2 | AS Mediterranea                    |
| Ego Spor Club            | 2–5 | UD de Santana                      |
| AS Mediterranea          | 2–5 | UD de Santana                      |
| AZS Kraków               | 6–1 | Ego Spor Club                      |
| AS Mediterranea          | 3–4 | Ego Spor Club                      |
| AZS Kraków               | 2–5 | UD de Santana                      |
| Gruppe C                 |     |                                    |
| CB Rinconada             | 5–2 | Fiederball Scheffleng              |
| CSB d’Ixelles            | 0–7 | Helsinki Tapion Sulka              |
| CB Rinconada             | 7–0 | CSB d’Ixelles                      |
| Fiederball Scheffleng    | 1–6 | Helsinki Tapion Sulka              |
| CB Rinconada             | 7–0 | Helsinki Tapion Sulka              |
| Fiederball Scheffleng    | 3–4 | CSB d’Ixelles                      |
| Gruppe D                 |     |                                    |
| SR Meteor OTEC Prag      | 1–6 | CB Paracuellos Saglas              |
| BV Team Basel            | 2–5 | SC Meteor Dnjepropetrowsk          |
| CB Paracuellos Saglas    | 3–4 | SC Meteor Dnjepropetrowsk          |
| SR Meteor OTEC Prag      | 1–6 | BV Team Basel                      |
| CB Paracuellos Saglas    | 4–3 | BV Team Basel                      |
| SR Meteor OTEC Prag      | 1–6 | SC Meteor Dnjepropetrowsk          |
| Halbfinale               |     |                                    |
| IBMC Issy-les-Moulineaux | 4–2 | SC Meteor Dnjepropetrowsk          |
| CB Rinconada             | 4–2 | UD de Santana                      |
| Finale                   |     |                                    |
| CB Rinconada             | 4–1 | IBMC Issy-les-Moulineaux           |